# Gustavo Gimeno
Gustavo Gimeno est un chef d'orchestre espagnol né en 1976 à Valence.

## Biographie
Gustavo Gimeno naît en 1976 à Valence. 
Il est percussionniste à l’Orchestre du Concertgebouw d’Amsterdam entre 2001 et 2013, avant de mener à partir de 2012 une carrière de chef d'orchestre, commencée comme assistant de Mariss Jansons, Bernard Haitink et Claudio Abbado,. Il fait ses débuts à la tête du Concertgebouw en février 2014 et remplace Lorin Maazel à la tête de l'Orchestre philharmonique de Munich à l'occasion d'une tournée européenne en mai 2014,. 
Depuis 2015, il est directeur musical de l'Orchestre philharmonique du Luxembourg, jusqu’en 2025,,. 
À partir de 2020, Gustavo Gimeno est également directeur musical de l'Orchestre symphonique de Toronto,. En 2022, son contrat à ce poste est renouvelé jusqu'à la saison 2029-2030. 
Comme chef invité, il a dirigé l'Orchestre du Concertgebouw d'Amsterdam, l'Orchestre de Paris, l'Orchestre philharmonique de Berlin, l'Orchestre de Cleveland, l'Orchestre symphonique de la Radio Bavaroise, l'Orchestre symphonique de San Francisco et l'Orchestre philharmonique de Los Angeles et s'est produit avec des artistes tels que Daniel Barenboim, Gautier Capuçon, Leonídas Kavákos, Anja Harteros, Thomas Hampson, Bryn Terfel, Yuja Wang et Krystian Zimerman. 
Au disque, Gustavo Gimeno a gravé à la tête de l'Orchestre philharmonique du Luxembourg des œuvres de Rossini, Stravinsky, Debussy, Ravel, Chostakovitch, Mahler pour le label Pentatone (en). Depuis, signataire d'un accord d'exclusivité avec Harmonia Mundi, il a notamment enregistré le Stabat Mater de Rossini. 
Dans le domaine lyrique, il a dirigé des productions à l'Opéra de Zurich, au Liceo de Barcelone, au Palau de les Arts de Valence et au Teatro Real de Madrid, où il a fait ses débuts avec la première espagnole de L'Ange de feu de Serge Prokofiev. 
En 2022, Gustavo Gimeno est nommé directeur musical du Teatro Real de Madrid à partir de la saison 2025,. 